# Les Rivières-Henruel
Les Rivières-Henruel is een gemeente in het Franse departement Marne (regio Grand Est) en telt 152 inwoners (2005). De plaats maakt deel uit van het arrondissement Vitry-le-François.

## Geografie
De oppervlakte van Les Rivières-Henruel bedraagt 11,7 km², de bevolkingsdichtheid is 13,0 inwoners per km².
De onderstaande kaart toont de ligging van Les Rivières-Henruel met de belangrijkste infrastructuur en aangrenzende gemeenten.

## Demografie
Onderstaande figuur toont het verloop van het inwonertal (bron: INSEE-tellingen).